# Jacob Cats
Jacob Cats (Brouwershaven (Zelanda), 10 de noviembre de 1577 - La Haya (Holanda Meridional), 12 de septiembre de 1660) fue un poeta, humorista, jurista y político neerlandés. Es conocido por sus libros de emblemas.

## Biografía

### Primeros años
Luego de que su madre muriera prematuramente, Cats y sus tres hermanos fueron adoptados por un tío. Fue enviado a estudiar a Zierikzee. Posteriormente, estudió derecho en Leiden y en Orleans y, luego de su regreso a Holanda, se asentó en La Haya, en donde empezó a trabajar como abogado. Cats defendió a varias personas acusadas de brujería, lo que le trajo más clientes y aumentó su reputación. Sin embargo, Cats enfermó de fiebre terciana y viajó a Inglaterra para buscar tratamiento, pero no fue hasta su regreso a Holanda que se curó. En 1602, se casó con Elizabeth van Valkenburg. La pareja se mudó a Grijpskerke (Zelanda), en donde Cats se dedicó a la agricultura y a la poesía.

### Carrera diplomática
En 1621, la rotura de los diques impidió que continuara con su granja, por lo que fue nombrado magistrado de Middelburg y, dos años más tarde, fue designado magistrado de Dordrecht. En 1627, Cats fue enviado a Inglaterra en una misión diplomática ante Carlos I, quien lo nombró caballero. En 1636, fue nombrado gran pensionario de Holanda y, en 1648, fue designado Guardián del Gran Sello. En 1651, renunció a sus puestos oficiales. Sin embargo, en 1657, fue enviado a Inglaterra por segunda ocasión en una misión diplomática ante Oliver Cromwell.

### Poesía

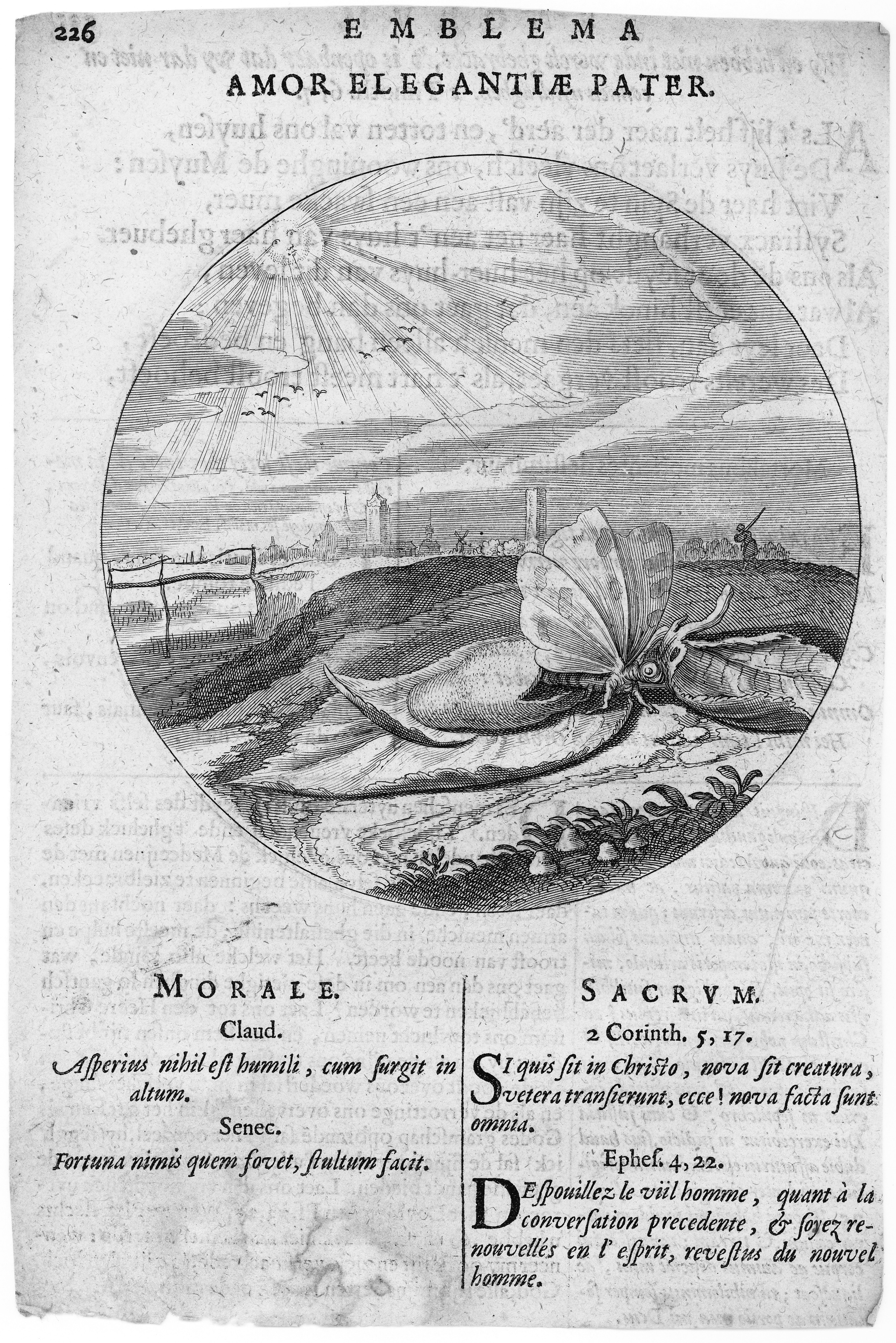
Uno de los emblemas de Monita amoris virginei (1620).

Cats vivió sus últimos años recluido en su villa Zorgvliet, cerca de La Haya, trabajando en su autobiografía (Twee- en tachtig-jarig leeven, publicada por primera vez en Leiden en 1734) y sus poemas. Cats murió el 12 de septiembre de 1660 y fue enterrado en la iglesia Kloosterkerk en La Haya.
Cats fue contemporáneo de Pieter Corneliszoon Hooft, Joost van den Vondel y otros famosos escritores neerlandeses durante la era dorada de la literatura neerlandesa. Sin embargo, sus opiniones orangistas y calvinistas lo separaron de la escuela poética liberal de Ámsterdam.

## Obras
- Twee- en tachtig-jarig leeven (1659)
- Ouderdom, buytenleven en hofgedachten op Sorghvliet (1658)
- Doodkiste voor den levendige (1656)
- Koningklyke herderinne, Aspasia (1655)
- Alle de wercken van Jacob Cats (1655)
- Trou-ringh (1637)
- Spiegel van den ouden en nieuwen tyt (1632)
- Houwelick (1625)
- Self-stryt (1620)
- Proteus of Sinne- en minnebeelden (1618)
- Disputatio de actionibus, compilata quasi per Saturam ex. Tit. Inst. De Actionibus (1598)
- Ode epithalamia in nuptias nobilissimi iuvenis Galeni van-der-Laen ac generosae virginis Franciscae ab Hemstede (1595)
- Carmen in laudem doctissimi & eximij juvenis Iohannis Antonii Amstelrodamensis (1593)